# Hieronim
Hieronim – imię męskie pochodzenia greckiego. Wywodzi się od słów oznaczających „święte imię” (ἱερός, dor. τὸ ὄνυμα + ος).
Hieronim imieniny obchodzi: 8 lutego, 3 marca, 20 lipca, 30 września, 6 listopada, 4 grudnia i 11 grudnia.

## Odpowiedniki w innych językach
- albański: Jeronimi
- angielski: Jerome, Hieronymus
- arabski: جيروم (Jerome)
- baskijski: Jeronimo
- białoruski: Еранім (Jeranim)
- bułgarski: Йероним (Jeronim)
- chorwacki: Jeronim
- czeski: Jeroným, Jeronýmus (forma archaiczna)
- dolnoniemiecki w Holandii: Hiëronymus
- duński: Hieronymus
- esperanto: Hieronimo[1]
- estoński: Hieronymus
- fiński: Hieronymus
- francuski: Jérôme, Gérôme
- galicyjski: Xerome
- grecki klasyczny: Ἱερώνυμος (Hierṓnumos)
- hebrajski: הירונימוס (Hieronymus)
- hiszpański: Jerónimo
- indonezyjski: Hieronimus
- interlingua: Jeronimo
- japoński: ヒエロニムス (Hieronimusu)
- kataloński: Jeroni
- koreański: 히에로니무스 (Hieronimuseu), 제롬 (Jerom)
- litewski: Jeronimas
- łacina: Hieronymus
- malajalam: ജെറോം
- mandaryński: 耶柔米 (Yéróumǐ)
- niderlandzki: Hiëronymus, Jeroen
- niemiecki: Hieronymus
- nowogrecki: Ιερώνυμος (Ierónymos)
- norweski: Hieronymus
- portugalski: Jerónimo, w odmianie brazylijskiej Jerônimo
- rumuński: Ieronim
- rosyjski: Иероним (Ieronim)
- sardyński: Ziròminu
- serbski: Јероним (Jeronim)
- słowacki: Hieronym
- suahili: Jeromu
- szwedzki: Hieronymus
- tagalski: Jeronimo, Geronimo
- tajski: นักบุญเจอโรม
- ukraiński: Ієронім (Ijeronim)
- węgierski: Jeromos
- wietnamski: Jerome
- włoski: Girolamo, Gerolamo, Geronimo, Geromino

## Znane osoby noszące imię Hieronim

### Święci
- Hieronim ze Strydonu, święty Hieronim (zm. 419 lub 420) – święty katolicki, tłumacz Wulgaty
- Hieronim Gintrowski CM (zm. 1939) – polski duchowny katolicki, Sługa Boży Kościoła katolickiego
- Hieronim Hermosilla (Jeronimo Hermosilla Aransáez, zm. 1861) – dominikanin, misjonarz, biskup, męczennik, święty Kościoła katolickiego
- Hieronim Emiliani (Gerolamo Emiliani, zm. 1537) – święty katolicki, założyciel zgromadzenia zakonnego w Somasce
- Hieronim z Weert – franciszkanin, męczennik z Gorkum i święty katolicki
- Hieronim Lu Tingmei (zm. 1858) – chiński święty katolicki, katechista, męczennik
- Hieronim Filip, św. Ryszard Pampuri (1897–1930) – zakonnik z zakonu bonifratrów, beatyfikowany w 1981 i kanonizowany w 1989 przez Jana Pawła II[2]

### Pozostali duchowni
- Hieronim (zm. 1062) – biskup wrocławski
- Hieronim II – arcybiskup Aten, obecny zwierzchnik Greckiego Kościoła Prawosławnego
- Hieronim z Pragi – czeski teolog husycki
- Hieronim Arsengo (zm. ok. 1610) – franciszkanin, biskup bakowski
- Hieronim Bock (zm. 1554) – niemiecki duchowny luterański i botanik
- Hieronim Stanisław Cieniewicz (ur. 1940) – dziekan dekanatu tczewskiego, prałat, kanonik pelpliński, związany z „Solidarnością”
- Hieronim (Ekziemplarski) (zm. 1905) – arcybiskup warszawski Rosyjskiego Kościoła Prawosławnego
- Hieronim Emser – niemiecki teolog
- Hieronim Feicht (zm. 1967) – polski muzykolog i kompozytor, lazarysta
- Hieronim Gołębiewski (zm. 1918) – duchowny katolicki, pisarz i działacz regionalny
- Hieronim Maciej Jełowicki (zm. 1732) – sekretarz wielki koronny, pisarz wielki koronny, kanonik lwowski, biskup pomocniczy lwowski obrządku łacińskiego
- Hieronim Lewandowski (zm. 1998) – polski ksiądz katolicki, kapelan więzienny w Poznaniu
- Hieronim (Jarosz) Łoski (zm. ok. 1527) – nieślubny syn Konrada III Rudego, altarzysta w kolegiacie św. Jana w Warszawie
- Hieronim Malecki (zm. w 1583 lub 1584) – mazurski pastor i teolog luterański, wydawca, tłumacz i drukarz
- Hieronim Rozdrażewski (zm. 1600) – biskup kujawski
- Hieronim Ryba (zm. 1927) – polski kapucyn
- Hieronim Władysław Sanguszko (zm. 1657) – biskup smoleński
- Girolamo Savonarola (zm. 1498) – dominikanin, florencki reformator religijny i polityczny
- Hieronim Stroynowski (zm. 1815) – biskup wileński
- Hieronim Antoni Szeptycki (zm. 1773) – biskup diecezjalny płocki (1759–1773)
- Hieronim Ustrzycki (zm. 1748)  – unicki biskup przemyski 1715–1746
- Hieronim Wierzbowski (1648–1712) – biskup sufragan i administrator diecezji poznańskiej, tytularny biskup Fessee
- Hieronim Zanchiusz (zm. 1590) – włoski augustianin, następnie teolog kalwiński, duchowny i pisarz

### Władcy
- Hieronim Bonaparte (zm. 1860) – król Westfalii

### Świeccy przedstawicielepolskiej szlachtyXVI-XVIIIw.
- Hieronim Bobola (zm. 1561)
- Hieronim Bużeński – podskarbi wielki koronny
- Hieronim Chodkiewicz (1500–1561) – kasztelan wileński
- Hieronim I i Hieronim II Czarnieccy (XIV/XV) – protoplaści rodu Czarnieckich herbu Łodzia
- Hieronim Gostomski (zm. 1609) – wojewoda poznański
- Hieronim Jazłowiecki (zm. 1607) – wojewoda podolski
- Hieronim Kazanowski (zm. 1635/1645) – chorąży sandomierski 1634
- Hieronim Augustyn Lubomirski (zm. 1706) – hetman wielki koronny
- Hieronim Łaski (zm. 1541) – polityk, dyplomata, wojewoda sieradzki
- Hieronim Morsztyn (zm. ok. 1623) – polski poeta wczesnobarokowy
- Hieronim Moskorzowski vel Moskorzewski (zm. 1625) – działacz reformacyjny braci polskich, polityk, pisarz i polemista.
- Hieronim Ossoliński (zm. ok. 1576) – kasztelan sandomierski
- Hieronim Ossoliński (zm. 1650) – dworzanin królewski, starosta żydaczowski i janowski
- Hieronim Radziejowski (zm. 1667) – podkanclerzy koronny 1651, wojewoda inflancki 1667
- Hieronim Florian Radziwiłł (zm. 1760) – chorąży wielki litewski
- Hieronim Wincenty Radziwiłł (zm. 1786) – podkomorzy wielki litewski
- Hieronim Rozdrażewski (zm. 1540/1541) – kasztelan przemęcki, a następnie rogoziński
- Hieronim Rozdrażewski (zm. 1632) – kasztelan międzyrzecki
- Hieronim Janusz Sanguszko (zm. 1812) – generał i wojewoda wołyński.
- Hieronim (Jarosz) Sieniawski (zm. w 1582) – wojewoda ruski
- Hieronim Spiczyński (Hieronim z Wielunia) (zm. 1550) – staropolski drukarz i tłumacz, nobilitowany
- Hieronim Stano – mieszczanin adoptowany do herbu przez Balów w 1545
- Hieronim Szafraniec (zm. między 1546 a 1556) – sekretarz królewski, protektor reformacji
- Hieronim Nekanda Trepka (zm. 1630) – dworzanin i sekretarz królewski
- Hieronim Wielopolski (zm. 1779) – hrabia SIR, koniuszy i cześnik koronny, generał major i szef Regimentu Gwardii Konnej Koronnej
- Hieronim Wołłowicz (zm. 1636) – podskarbi wielki litewski

### Wojskowi
- Hieronim Bednarski (zm. 1953) – członek GL, BCh, AK, DSZ i WiN, „żołnierz wyklęty”
- Jérôme Napoléon Bonaparte II (zm. 1893) – wnuk Hieronima Bonaparte i Elizabeth Patterson, oficer amerykański i francuski
- Hieronim Dekutowski (zm. 1949) – major, żołnierz Polskich Sił Zbrojnych na Zachodzie, AK, DSZ i WiN, ps. „Zapora”
- Hieronim Michał lub Michał Hieronim Kossecki (zm. 1830) – płk armii Księstwa Warszawskiego, d-ca 4 Pułku Strzelców Konnych
- Hieronim Kupczyk (1959–2003) – podpułkownik Wojska Polskiego
- Hieronim Augustyn Lubomirski (zm. 1706) – hetman wielki koronny
- Hieronim Łagoda (zaginął w 1945) – żołnierz WP i PSZ, oficer AK
- Henryk Pietraszkiewicz, właśc. Hieronim Henryk Pietraszkiewicz (ur. 1923) – polski kontradmirał
- Hieronim Przepiliński (zm. 1923) – nauczyciel, ppłk WP, organizator i d-ca Legionu Śląskiego
- Girolamo Ramorino (zm. 1849) – polski i włoski generał, uczestnik m.in. wojen napoleońskich i powstania listopadowego.
- Hieronim Stebnicki (zm. 1897) – polski kartograf, geofizyk, generał armii rosyjskiej
- Hieronim Szeptycki (XVIII wiek) – generał major wojsk koronnych
- Hieronim Szymborski (zm. 1869) – rosyjski generał lejtnant
- Ijeronim Pietrowicz Uborewicz (zm. 1937) – radziecki dowódca wojskowy pochodzenia litewskiego, komandarm 1 rangi

### Pozostałe osoby
- Hieronim Andrzejewski – polski przyrodnik
- Hieronim Barczak – polski piłkarz
- Hieronim Blaszyński (ur. 1930) – poseł na Sejm PRL
- Hieronim Bosch (1450–1516) – niderlandzki malarz
- Hieronim Canavesi (zm. 1582) – włoski rzeźbiarz, nadworny artysta Zygmunta Augusta
- Hieronim Derdowski (zm. 1902) – poeta kaszubski, działacz polonijny
- Hieronim Durski (zm. 1905) – polski pedagog i działacz polonijny
- Girolamo (Hieronim) Fracastoro (zm. 1553) – włoski lekarz, nauczyciel i poeta
- Hieronim Grala (ur. 1957) – polski historyk, dyplomata
- Hieronim Kaliński (zm. 1860) – polski poeta klasycystyczny
- Hieronim Władysław Kieniewicz (zm. 1864) – członek władz powstania styczniowego, inżynier
- Hieronim Kondratowicz (zm. 1925) – polski inżynier górnictwa
- Hieronim Konieczka (zm. 1994) – polski aktor teatralny
- Hieronim Kubiak – socjolog, działacz polityczny
- Hieronim Hilary Łabęcki (zm. 1862) – historyk polskiego górnictwa i hutnictwa, leksykograf
- Hieronim Ławniczak (zm. 1987) – regionalista, pedagog, współtwórca i kustosz Muzeum Regionalnego PTTK w Krotoszynie
- Hieronymus Megiser (zm. 1619) – niemiecki uczony
- Hieronim Neumann – polski reżyser, scenarzysta
- Heronim Olenderek (ur. 1941) – profesor nauk leśnych
- Hieronim Pinocci (zm. 1676) – kupiec, sekretarz królewski, pisarz, burmistrz Krakowa
- Hieronim Przybył (zm. 2002) – polski reżyser
- Hieronim Mikołaj Radziwiłł (zm. 1945) – ziemianin, zmarł w sowieckim łagrze
- Hieronim Simaeys – belgijski piłkarz
- Hieronim Skurpski (zm. 2006) – malarz, rysownik, historyk sztuki
- Hieronim Schwartz – polski piłkarz
- Hieronim Szczegóła – polski historyk
- Jérôme Thomas (ur. 1979) – francuski bokser wagi muszej
- Hieronim Wietor (zm. 1546) – drukarz staropolski
- Hieronim Wierzyński (Wirstlein) (zm. 1943) – publicysta, działacz społeczny
- Hieronim (Hirek) Wrona – polski dziennikarz muzyczny
- Hieronim Wyczółkowski (zm. 1971) – polski działacz społeczny, minister
- Hieronim Żuczkowski (zm. 1971) – polski śpiewak klasyczny i aktor teatralny